# Nagroda Literacka im. Andreasa Gryphiusa
Nagroda literacka im. Andreasa Gryphiusa (niem. Andreas-Gryphius-Preis) – nagroda literacka po raz pierwszy przyznana w 1957 roku w Düsseldorfie. Od początku 1990 roku aż do dziś jest wręczana w Głogowie przez Związek Artystów z Esslingen. Nagrodą literacką zostają wyróżnieni autorzy i tłumacze, których publikacje przyczyniają się do porozumienia pomiędzy Niemcami i ich wschodnimi sąsiadami oraz które rozważają nad niemiecką kulturą i historią w Środkowej, Wschodniej i Południowej Europie. Nagroda była wcześniej dotowana budżetem 25 tysięcy marek niemieckich. Dodatkowo przyznawano 7 tysięcy marek nagrody specjalnej, które traktowano jako stypendium.
W 2000 roku ze względów finansowych i oszczędnościowych zostało wstrzymane dofinansowanie Związku Artystów Künstlergilde przez Federalne Ministerstwo Spraw Wewnętrznych względnie przez Pełnomocnika Rządu Federalnego ds. Kultury i Mediów. Skutkiem tego nagroda nie była przyznawana w latach 2000–2008. Od roku 2009 rozpoczęto jej ponowne wręczanie, dzięki prywatnej fundacji, która dofinansowuje nagrodę pieniężną.

## Laureaci nagrody
- 1957–1970 – Edzard Schaper, Horst Lange(inne języki), Jean Gebser(inne języki), Siegfried von Vegesack(inne języki), Sigismund von Radecki(inne języki)
- 1957 – Heinz Piontek (nagroda główna)
- 1959 – August Scholtis (nagroda główna)
- 1962 – Karl Dedecius (nagroda finansowa)
- 1963 – Wolfgang Schwarz(inne języki) (wyróżnienie)
- 1965 – Josef Mühlberger(inne języki), Peter Jokostra(inne języki)
- 1966 – Johannes Urzidil(inne języki) (nagroda główna), Hans Lipinsky-Gottersdorf(inne języki), Ernst Günther Bleisch(inne języki) (nagroda finansowa)
- 1967 – Arnold Ulitz, Horst Bienek (wyróżnienie)
- 1968 – Rudolf Pannwitz(inne języki)
- 1969 – Manfred Bieler(inne języki), Oskar Pastior (nagroda finansowa)
- 1970 – Kurt Heynicke(inne języki), Dagmar Nick(inne języki) (wyróżnienie), Barbara König(inne języki) (wyróżnienie)
- 1971 – Wolfgang Koeppen (nagroda główna), Horst Wolff (nagroda finansowa)
- 1972 – Günter Eich, Walter Kempowski (wyróżnienie), Ilse Tielsch(inne języki) (wyróżnienie), Georg Hermanowski(inne języki) (wyróżnienie), Gertrud Fussenegger(inne języki)
- 1973 – Wolfgang Weyrauch(inne języki), Hans-Jürgen Heise(inne języki) (wyróżnienie)
- 1974 – Peter Huchel(inne języki), Annemarie in der Au(inne języki) (wyróżnienie)
- 1975 – Frank Thiess(inne języki)
- 1976 – Karin Struck (nagroda główna), Carl Guesmer(inne języki) (nagroda finansowa), Tamara Ehlert(inne języki)
- 1977 – Reiner Kunze (nagroda główna), Rose Ausländer, Rudolf Günter Langer(inne języki)
- 1978 – Hanns Gottschalk, Arno Surminski
- 1979 – Siegfried Lenz (nagroda główna)
- 1980 – Saul Friedländer(inne języki), Esther Knorr-Anders(inne języki) (wyróżnienie)
- 1981 – Ernst Vasovec, Ulrich Schacht(inne języki) (nagroda finansowa)
- 1982 – Franz Tumler(inne języki)
- 1983 – Horst Bienek, Ulla Berkéwicz(inne języki) (nagroda finansowa)
- 1984 – Hans Sahl(inne języki)
- 1985 – Ernst Günther Bleisch(inne języki) (Filozof Günther Anders odrzucił nagrodę ze względów politycznych.)
- 1986 – Hans Werner Richter
- 1987 – Otfried Preußler za całokształt twórczości, Helga Lippelt(inne języki) (nagroda finansowa), Utz Rachowski(inne języki) (nagroda finansowa)
- 1988 – Martin Gregor-Dellin(inne języki)
- 1989 – Ilse Tielsch(inne języki) (nagroda główna za całokształt twórczości), Michael Wieck(inne języki) (wyróżnienie za książkę Zeugnis vom Untergang Königsbergs)
- 1990 – Peter Härtling (nagroda główna), Christian Saalberg(inne języki) (wyróżnienie)
- 1991 – Ota Filip, Helga Schütz(inne języki) (wyróżnienie), Franz Hodjak(inne języki) (wyróżnienie), Ernest Wichner(inne języki) (nagroda finansowa)
- 1992 – Janosch (Horst Eckert; nagroda główna), Paweł Huelle (nagroda finansowa)
- 1993 – Dagmar Nick(inne języki)
- 1994 – Hans-Jürgen Heise(inne języki)
- 1995 – Andrzej Szczypiorski (nagroda główna), Hanns Cibulka (wyróżnienie)
- 1996 – Jiří Gruša, Olly Komenda-Soentgerath(inne języki) (wyróżnienie)
- 1997 – Karl Dedecius (nagroda główna), Uwe Grüning(inne języki) (nagroda finansowa)
- 1998 – Milo Dor
- 1999 – Stefan Chwin za całokształt twórczości, w szczególności za powieść „Śmierć w Gdańsku” („Tod in Danzig“)
- 2009 – Arno Surminski
- 2010 – Renata Schumann
- 2011 – Michael Zeller(inne języki)
- 2012 – Monika Taubitz
- 2013 – Hans Bergel(inne języki)
- 2014 – Therese Chromik, Leonie Ossowski
- 2015 – Erich Pawlu(inne języki)
- 2016 – Jenny Schon(inne języki)
- 2017 – Tina Stroheker(inne języki)
- 2018 – Catalin Dorian Florescu(inne języki)